# Martino Buonocore
Giovanni Martino Buonocore (Napoli, 1680 – Napoli, 1765) è stato un ingegnere, architetto e decoratore italiano.

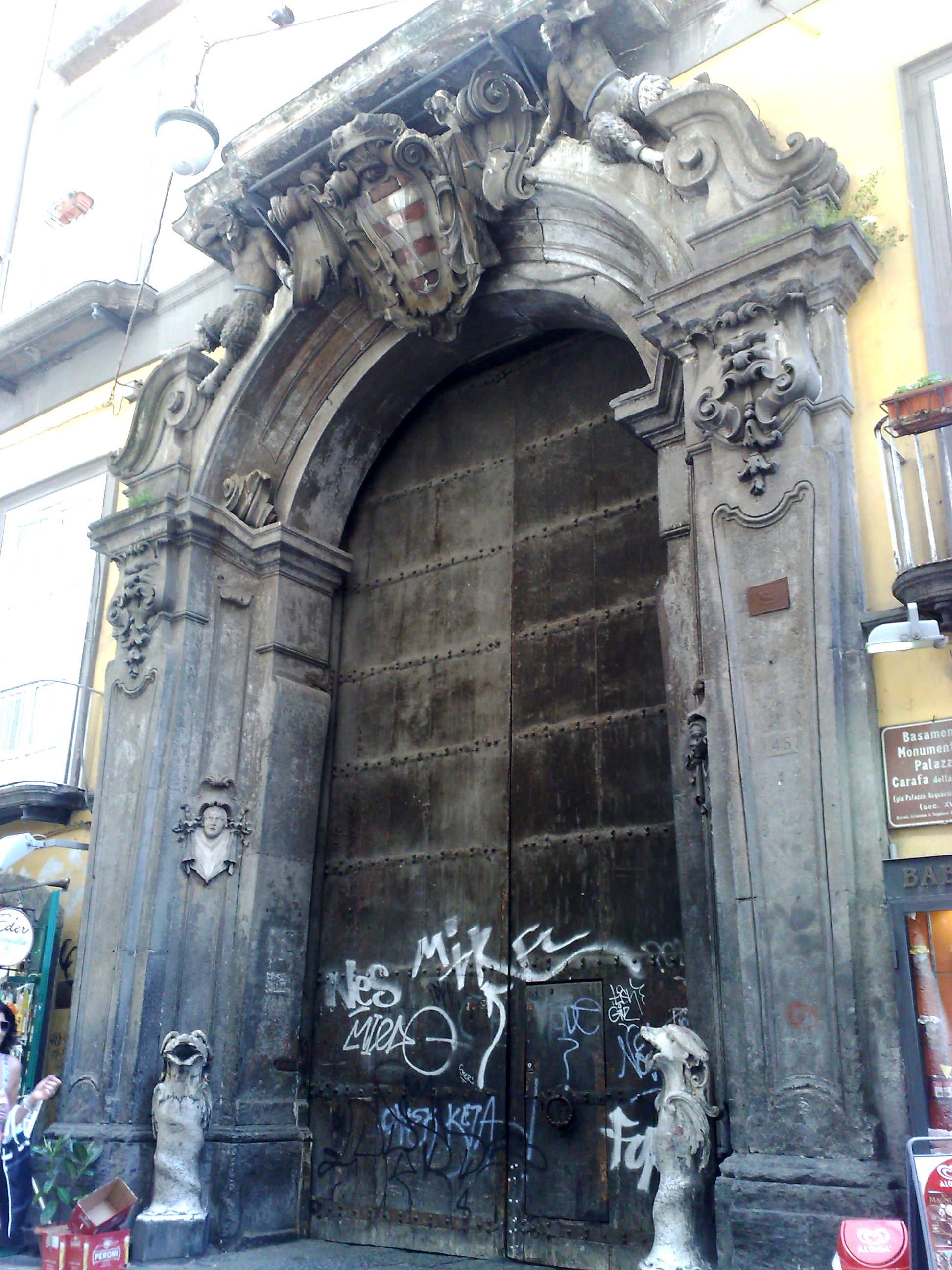
Scorcio di Palazzo Carafa della Spina: il portale del Buonocore

Non ci sono pervenute informazioni riguardo alla formazione del Buonocore, molto probabilmente è da inserire la sua formazione con la bottega di Lorenzo Vaccaro. Il Buonocore appartiene ad una famiglia già attiva nel settore, infatti anche i parenti come Gaetano e Filippo Buonocore erano ingegneri e decoratori.
Martino Buonocore fu un'importante progettista, nel 1702 lavorò, con Giacomo del Pò, alla Cappella Milano nella Chiesa di San Domenico Maggiore. Un rilevante intervento eseguito dal Nostro è in collaborazione con Bartolomeo Granucci e Giuseppe Stendardo presso la chiesa di Santa Maria Vertecoeli, dove il Buonocore collaborò all'esecuzione dei decori in stucco. Dal 1740 a 1749 lavorò al palazzo Carafa della Spina, dove progettò il maestoso portale in piperno e marmo; le lesene laterali presentano modelli antropomorfi di ispirazione sanfeliciana. Tra il 1743 e il 1759 fu realizzato l'intervento di rifacimento della Basilica santuario di Santa Maria della Neve.
Insieme a Ferdinando Sanfelice, Nicola Tagliacozzi Canale e Antonio Canevari progettò, nel 1746, l'inferriata esterna della Basilica dello Spirito Santo. Nel 1751 fu attivo ad Andria nella Chiesa di San Francesco, la realizzazione degli stucchi fu affidata ad Aniello Prezioso e dal 1753 al 1761 fu architetto ordinario della Certosa di San Lorenzo di Padula. Ulteriori interventi risalgono intorno al 1760 nel palazzo de Sterlich tra San Sebastiano e Port'Alba  e anche al palazzo Torre nel 1762 in via Cisterna dell'Olio.
Nello studio dell'architetto avvenne la formazione pratica di Mario Gioffredo.